# Francesco Bianchini
Francesco Bianchini   (Verona, 13 de desembre de 1662 - Roma, 2 de març de 1729) va ser un astrònom i historiador italià. Com a funcionari vaticà, va conrear nombroses activitats científiques i culturals. Va descobrir tres estels. Com a responsable de les antiguitats dels Estats Pontificis, va participar en les excavacions de Pompeia i de Roma. Va mantenir contactes amb Leibniz i Newton.

## Biografia
Educat amb els jesuïtes a Bolonya des de 1673 a 1680, entre 1680 i 1684 va estudiar teologia, botànica, matemàtica, física i astronomia a la Universitat de Pàdua, on es va apassionar sobretot per l'astronomia, guiat per Geminiano Montanari.
Es va traslladar a Roma el 1684 a estudiar dret sota la protecció del cardenal Ottoboni per voluntat de son pare. Es va ocupar així en alguna ocasió de defensar l'Estat Pontifici en els conflictes amb el Regne de Nàpols i l'imperi. El 1686 va fundar amb Sebastiano Rotario, Girolamo Alegi i Giuseppe Gazola l'Accademia degli Aletofili (‘amics de la veritat’), un grup de científics aficionat de la il·lustració.
Va conèixer Gottfried Wilhelm Leibniz el 1689; en aquell any, durant les obres d'excavació d'un pou prop de Torre Annunziata, són descoberts uns murs amb epígrafs que Bianchini va atribuir a la ciutat de Pompeia (de la qual se n'havia perdut el rastre). El 1693, després d'una nova sèrie d'excavacions, es va confirmar aquesta hipòtesi.
Custodi de la Biblioteca Ottoboniana, va començar redigir la seva Història Universal, que va interrompre al final de l'imperi assiri. Sembla que va voler publicar-la per fer mèrits en una oposició a primer guardià de la Biblioteca Vaticana, en la qual no va tenir èxit. La mort de son pare el 1698 el va reclamar a Verona. En el llarg viatge va conèixer Antonio Magliabecchi, Apostolo Zeno i a Antonio Vallisneri i va mantenir després correspondència amb Ludovico Antonio Muratori.

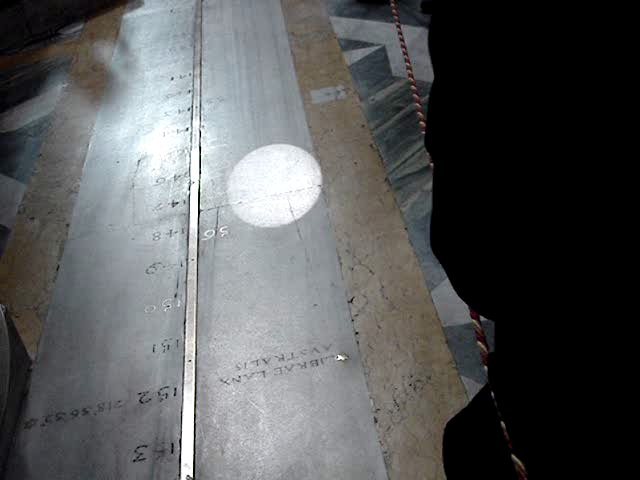
Meridià de Bianchini en la Santa Maria dels Àngels i dels Màrtirs de Roma. Un gnòmon projecta la imatge del sol sobre la línia cada migdia.

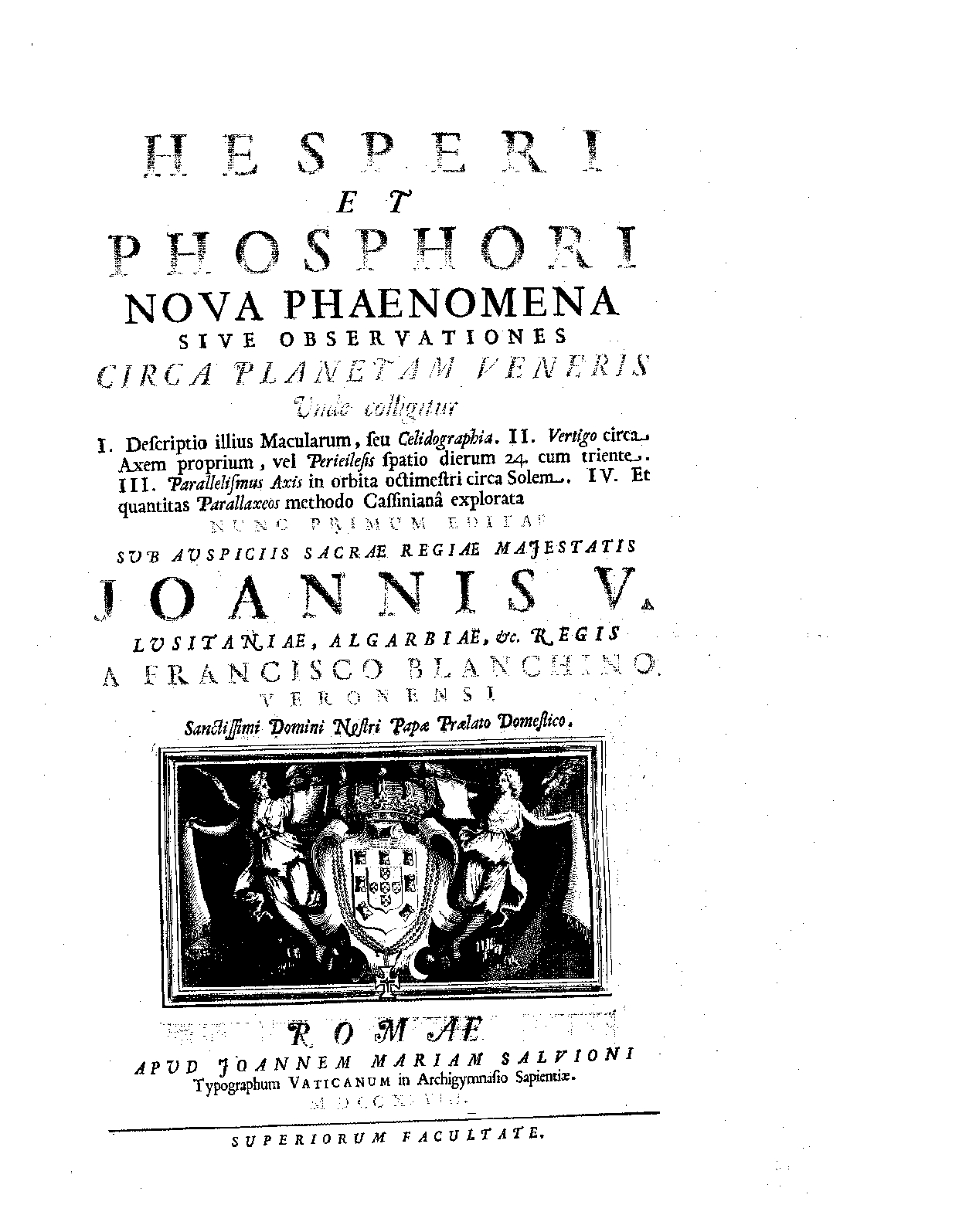
Hesperi et Phosphori nova phaenomena, 1728

A Roma, un any després, va reprendre la seva Història. Mort Alexandre VIII, el cardenal Giovanni Francesco Albani va ser triat papa al maig de 1699 i va prendre el nom de Climent XI. Climent el va nomenar cambrer d'honor i secretari de la Congregació del Calendari. El 1701 el va encarregar de crear una meridiana a la Basílica de Santa Maria dels Àngels i els Màrtirs. La comissió encarregada havia de verificar la validesa de la reforma gregoriana del calendari i determinar amb exactitud la data de la Pasqua, que havia de celebrar-se el primer diumenge després de la lluna plena que segueix l'equinocci de primavera.
La meridiana va ser inaugurada per Clement XI el 6 octubre de 1702: una línia de bronze de 45 metres estesa sobre el paviment del creuer de la basílica romana de Santa María dels Àngels i dels Màrtirs. A la dreta de la línia es representen els signes zodiacals de les constel·lacions estivals i tardorenques; a l'esquerra les constel·lacions primaverals i hivernals, als dos extrems hi ha els signes de les constel·lacions de Càncer i de Capricorn. Sobre aquesta línia el sol projecta la seva llum travessant un forat eliottrico (amb una secció adequada per deixar passar el sol durant qualsevol època de l'any) d'alguns centímetres, situada a una altura de vint metres a la paret orientada al migdia del temple.
El 1703 va ser nomenat president de les antiguitats de Roma. Va dirigir les excavacions de 1705 al turó de l'Aventí. S'hi va descobrir un planisferi egipci del segle iii; anys després, les excavacions al Palatí van treure a la llum la Domus Flavia i es va descobrir el columbari dels esclaus i dels lliberts de Livia Drusila sobre la Via Apia. Va estudiar l'Atlant Farnesià, el més antic dels globus celestes coneguts, que es va datar al segle ii. Va projectar un museu d'antiguitats sacres que no va poder a realitzar.
A la fi de 1704 els maçons el van nomenar, sense consultar-lo, president de la República literària d'Itàlia. Bianchini va reaccionar durament, va rebutjar el càrrec i va trencar les seves relacions amb els maçons. S'ha dit que Bianchini, científic cosmopolita, considerava expressions de mesquinesa cada manifestació purament nacionalista. En realitat, més enllà d'un eminent científic, era un funcionari pontifici que mirava amb desconfiança determinades iniciatives, com la maçoneria, sospitoses de crear dificultats a l'Estat Pontifici. Així va jutjar negativament també el Giornale de Letterati i, en la seva condició de qualificador del Sant Ofici, l'edició de Bendetto Bacchini del Liber pontificalis d'Agnello Ravennate, a més de condemnar obertament com sediciosa la Història civil del Regne de Nàpols de Pietro Giannone.
El 1705 va ser triat membre de l'Acadèmia de Ciències de França; un any després, per primera vegada a Europa, va repetir els experiments newtonians de refracció prismàtica de la llum. Va informarel mateix Newton de la confirmació de les seves experiències.
El 1712 Bianchini va ser encarregat de lliurar a París el birret cardenalici a Armand de Rohan. Va visitar també els Països Baixos austríacs, els Països Baixos del nord i, el 1713, Anglaterra, on va ser nomenat membre de la Royal Society de Londres, hi va conèixer personalment aSwift, Halley i sobretot Newton.
De nou a Roma el 1713, va estudiar la determinació d'una línia meridiana del Tirrè a l'Adriàtica. Els resultats van ser presentats després la seva mort i es van demostrar poc exactes. Va estudiar el planeta Venus durant els seus últims anys. Pensava que hi va descobrir una sèrie de taques i va establir el seu període de rotació en 240,33 dies. El 1727 va dibuixar el primer pla de Venus: al Museu de la Specola de Bolonya es conserva el seu orbe del planeta.
Va descobrir tres estels: el primer el 1684 (C/1684 N1), el segon el 1702 (C/1702 H1) alhora que Philippe de la Hire, i el tercer el 1723 (C/1723 T1).
Benet XIII el va nomenar el 1725 historiògraf del sínode romà i prefecte de l'arxiu liberià. El 1729 va imprimir tres volums del Liber pontificalis, mentre que el quart i últim va ser editat pòstumament el 1737.
Va morir d'un edema el 1729 i està sebollit a la Basílica de Santa Maria la Major.

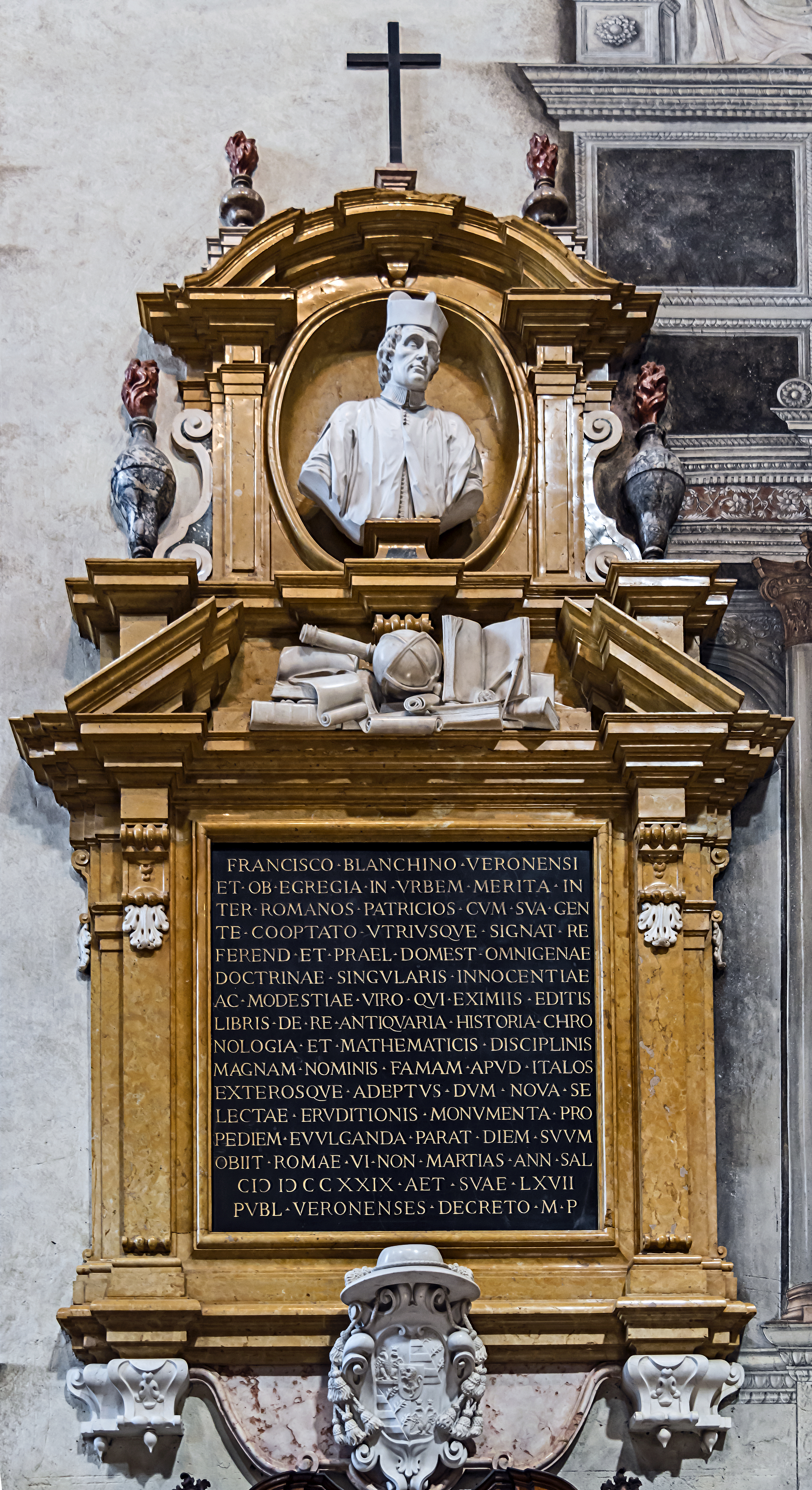
Monument en la Catedral de Verona

## Realitzacions
Els escrits de Bianchini, en la seva majoria inèdits, són uns seixanta, i versen sobre història, arqueologia, botànica, física, matemàtica i astronomia. Es conserven sobretot a la Biblioteca Capitular de Verona i a la Biblioteca Vallicelliana de Roma. Consisteixen en informes d'excavació, diaris de viatge, correspondència amb científics i erudits, textos de conferències, observacions astronòmiques, manuscrits de projectes i dibuixos, la De làpida Antiati epístola sobre les excavacions arqueològiques de l'antiga Anzio, el tractat sobre el calendari De Kalendario et Cyclo Caesaris, una dissertació sobre la qüestió de la datació de la Pasqua, La Istoria Universal incompleta, el Globus Farnesianus, publicat el 1752, Del Palazzo dei Cesari i la Camera ed inscrizioni sepulcrali de' liberti, servi ed ufficiali della casa d'Augusto, les Hesperi et phosphori nova phaenomena sive observationes circa planetam Veneris, publicades el 1728, compendi de les observacions de Venus efectuades amb un telescopi de 21 metres de llarg al qual desciru el descobriment de la inclinació del plànol de la seva òrbita, i les Astronomicae ac geographicae observationes selectae, publicades a Verona el 1737. Les Observationes circa fixas no van ser publicades fins a 1902.
La Istoria universal va ser projectada per narrar, des de la creació del món fins a la seva època, els esdeveniments de la humanitat de tots els continents, amb un quadre ordenat i orgànic. Bianchini adverteix sobre els defectes de les obres dels cronologistes del seu temps: la mateixa falta d'homogeneïtat de les obres dels antics. Per obtenir una obra orgànica reflexiona sobre els fets, en utilitzar la lògica.
Bianchini, com és solia fer en aquesta època, subordina la veritat històrica a la tradició bíblica, però es preocupa també de trobar documents objectius a més fonts literàries dels fets històrics: fonts arqueològiques, numismàtiques, etnològiques i lingüístiques. Amb aquestes dades certes cercava la història i l'amagada veritat del mite, que segons ell, és una invenció conscient.

## Reconeixements
- A Verona és commemorat amb un monument en el Duomo.
- La comunitat científica ha titulat amb el seu nom:
  - El cràter marcià Bianchini, de 76 km de diàmetre, de 76km de diàmetre.[4]
  - El cràter lunar Bianchini de 38 km de diàmetre.[5]
  - L'asteroide (42775) Bianchini.[6]